# Get Ur Freak On
Get Ur Freak On je hip-hopový singl napsaný americkou raperkou Missy Elliott a produkovaný Timbalandem pro její třetí studiové album Miss E… So Addictive.Byl vydaný jako pilotní singl z alba, dosáhl 7. místa Billboard Hot 100 a stal se pátým nejúspěšnějším singlem doposud. Singl dosáhl nejlepšího Missyina umístění v Anglii a to čtvrtého a udržel se v Top 20 šest týdnů. V remixu písně se objevila Nelly Furtado. Ve videoklipu se objevují hosté jako Nate Dogg, Nicole Wray, Ludacris, Busta Rhymes, Spliff Star, Eve, Master P, Romeo, Timbaland, Ja Rule a LL Cool J.

## Track List

### Singl (VB)
12" Special Edition
1. "Get Ur Freak On" (Superchumbo's Superfreakon Remix) – 8:53

CD Maxi-Singl
1. "Get Ur Freak On" (Edit) – 3:31
2. "Get Ur Freak On" (Amended Version) – 3:57
3. "Get Ur Freak On" (Instrumental) – 3:53

### Singl (USA)
12" Single
Strana A
1. "Get Ur Freak On" (Album Version) – 3:57
2. "Get Ur Freak On" (Amended Version) – 3:57

Strana B
1. "Get Ur Freak On" (Instrumental) – 3:53
2. "Get Ur Freak On" (Acapella) – 3:10
3. "Get Ur Freak On" (TV Track) – 3:58

CD Promo
1. "Get Ur Freak On" (Amended Version)
2. "Get Ur Freak On" (Edit)
3. "Get Ur Freak On" (Album Version)
4. "Get Ur Freak On" (Instrumental)
5. "Get Ur Freak On" (TV Track)
6. "Get Ur Freak On" (Amended Acapella)

### Evropský singl
CD Promo
1. "Get Ur Freak On" (Edit) – 3:31

### Německý singl
12" Single
Strana A
1. "Get Ur Freak On" (Edit) – 3:31
2. "Get Ur Freak On" (Album Version) – 3:57

Strana B
1. "Get Ur Freak On" (Instrumental) – 3:53
2. "Get Ur Freak On" (Acapella) – 3:11
3. "Get Ur Freak On" (TV Track) – 3:50

## Hitparády
| Hitparáda             | Nejvyšší pozice |
| --------------------- | --------------- |
| Billboard Hot 100     | #7              |
| Hot R&B/Hip-Hop Songs | #3              |
| Hot Rap Tracks        | #7              |
| Anglie - singly       | #4              |
| Nový Zéland - singly  | #7              |

## Jiné verze
Remix této skladby ve kterém hostuje Nelly Furtado, se objevil na soundtracku k filmu Lara Croft: Tomb Raider.

## Coververze
V roce 2005, skotská akustická rocková zpěvačka zazpívala svou verzi Get Ur Freak On na BBC Radio Live Lounge.
Americká rocková kapela Eels vydala svou verzi Get Ur Freak On na albu Meet the Eels: Essential Eels Vol. I .